# فضاء بوابة
في الرياضيات، في مجال الطوبولوجيا، يقال أن الفضاء الطوبولوجي عبارة عن فضاء بوابة إذا كانت كل مجموعة جزئية مفتوحة أو مغلقة. وهذا المصطلح مشتق من الأداة التذكيرية التقديمية المرتبطة بالطوبولوجيا والتي تشير إلى أن «المجموعة الجزئية ليست مثل الباب: حيث يمكن فتحها وغلقها أو فتحها وغلقها في نفس الوقت أو عدم فتحها أو غلقها في نفس الوقت».
وإليكم بعض الحقائق البسيطة حول فضاءات البوابات:
- تحتوي بوابة فضاء هاوسدورف على الأقل على نقطة تجميع واحدة.
- في فضاء بوابة هاوسدورف، إذا لم تكن "x" نقطة تجميع، فإن "{x}" تكون مفتوحة.

لإثبات التأكيد الثاني، لنفترض أن X هي فضاء بوابة هاوسدورف، وأن x &ne; y هي نقاط مميزة. وحيث أن X عبارة عن هاوسدورف، فإنه توجد مجاورات مفتوحة هي U وV لـ x وy على التوالي، بحيث يكون U∩V=∅. لنفترض أن y هي نقطة تجميع. تكون قيمة U\{x}∪{y} مغلقة، حيث أنها إن كانت مفتوحة، فإننا يمكن أن نقول إن قيمة {y}=(U\{x}∪{y})∩V مفتوحة، مما يتعارض مع كون y نقطة تجميع. وبالتالي فإننا نستنتج أنه طالما أن U\{x}∪{y} قيمة مغلقة، تكون X\(U\{x}∪{y}) قيمة مفتوحة، وبالتالي تكون قيمة {x}=U∩[X\(U\{x}∪{y})] مفتوحة، مما يعني أن x ليست نقطة تجميع.